# Arma de fogo artesanal

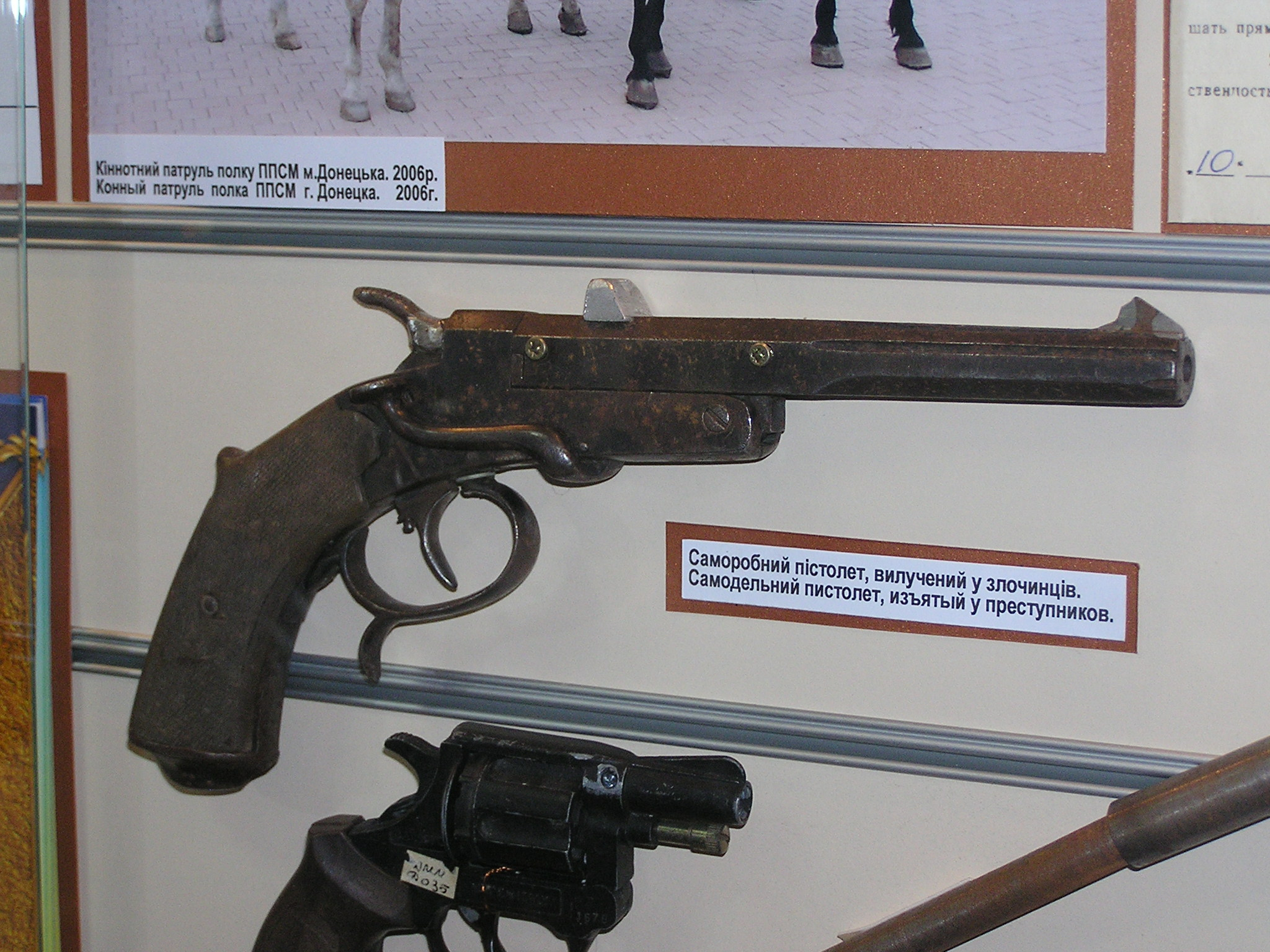
Revólver artesanal exposto num museu de Donetsk (Ucrânia).

Arma de fogo artesanal é aquela fabricada por armeiro e/ou artesão e, normalmente, produzida com adaptação de  materiais disponíveis. Variam em qualidade, indo de armas não tão perigosas para o usuário (e o alvo) até armas de alta qualidade produzidas por indústrias caseiras com materiais reaproveitados.
Em geral, armas artesanais são usadas por pessoas que não concordam com a opressão de governos ditatoriais.
Infelizmente, bandidos também podem se aproveitar das mesmas, fato que faz com que os fabricantes de armas artesanais precisem tomar maior cuidado com o destino das armas que produzem
Outros usos para tais armas incluem autodefesa em áreas onde o estado não assegura a segurança pública, ou em áreas rurais pobres para caça.

## Construção

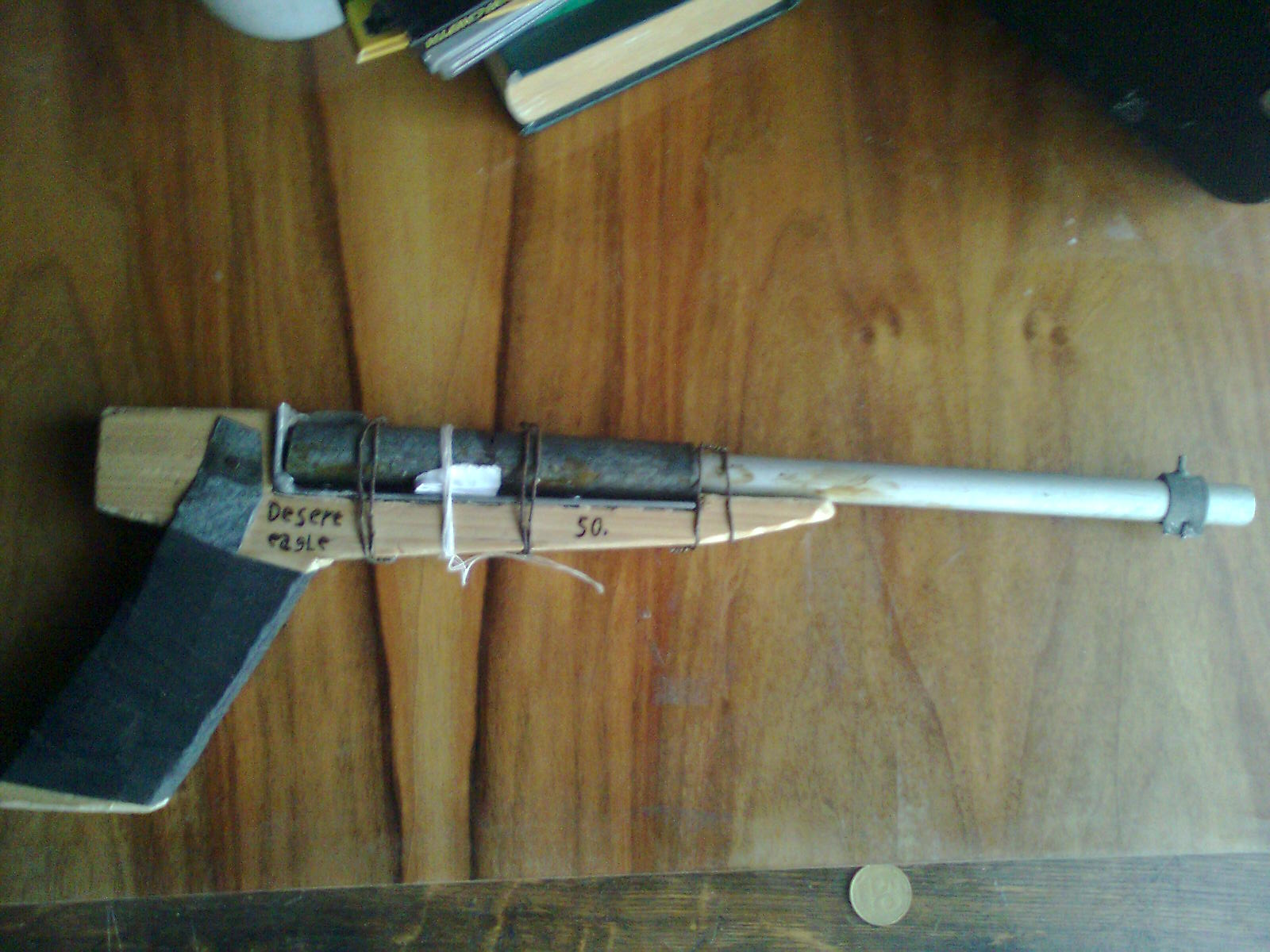
Pistola feita à mão.

As partes essenciais de qualquer arma de fogo artesanal ou improvisada são a câmara e o cano. Para cartuchos pequenos, de baixa pressão, como o calibre .22 (5,5 milímetros) rimfire (fogo-circular), mesmo tubos metálicos de encanamento finos são suficientes. O autor Harlan Ellison descreve as armas "zip" usadas por gangues nos anos 1950 na cidade de Nova York como sendo feitas a partir de tubos de bules de café ou antenas rádio de carro, amarrados a um bloco de madeira para servir como uma alça. O elástico fornece a energia para a percussão, que é puxada para trás realizando o disparo. O uso de tais tubos resultam em armas que podem ser tão perigosas para o atirador como o alvo; canos de alma lisa mal ajustados proporcionam pouca precisão e correm o risco de explodir no disparo.

### Conversões

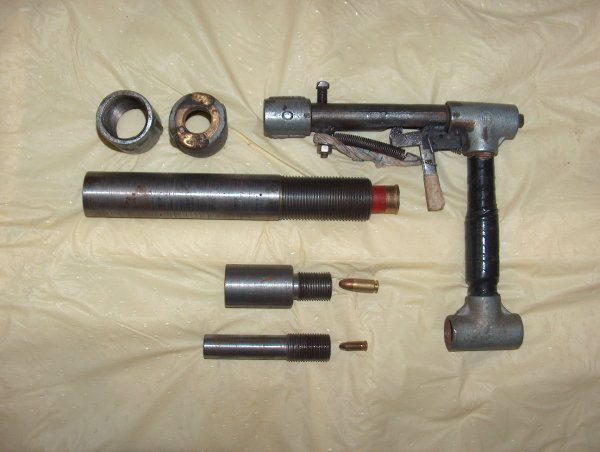
Arma caseira em Deli (Índia).

Projetos mais sofisticadas podem aproveitar partes de imitações de armas reais. Como exemplo, armas de brinquedo que empregam espoleta. Armas de espoleta (en. cap gun) podem ser desmontadas, ganhando um cano de aço, transformando-se em armas reais. Uma percussão pode ser então adicionada a um cão para concentrar a força na espoleta do cartucho. Se a arma de espoleta possuir uma mola de martelo suficientemente forte, o mecanismo de disparo pode ser usado como está; de outra forma, tiras de borracha podem ser adicionadas para aumentar a potência do martelo.
Armas de ar comprimido também podem ser convertidas em armas de fogo reais. O sistema de cartucho Ar Brocock, por exemplo, usa um "cartucho" autocontido ligeiramente menor que um cartucho calibre .38 especial, que contém um reservatório de ar comprimido, a válvula, e um calibre .22 (5,5 mm). Exemplos de canhões de ar BACS convertidos para armas de fogo, quer por alargamento do cano para disparar um cartucho .38 especial ou alterando o cilindro para aceitar cartuchos de calibre .22, têm sido utilizados num certo número de crimes. Armas de festim também podem ser convertidas com a adição de um cano, embora as ligas de baixa resistência usadas em tais armas possam se quebrar com as pressões e tensões de um disparo de munição real.

### Armas "camufladas"

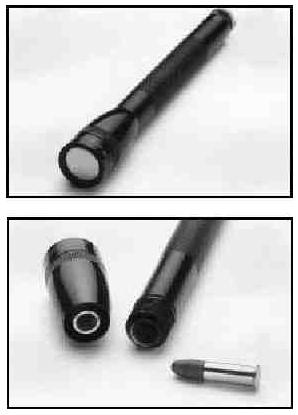
Arma "disfarçada" como uma lanterna.

Algumas armas mais sofisticadas não são apenas bem construídas, mas também usam de "mimetismo" como "camuflagem" assumindo a aparência externa de objetos comuns. Armas improvisadas em forma de lanternas, telefones celulares, canetas, e grandes parafusos, têm sido apreendidas por autoridades policiais. Na maior parte dos casos estes usam o calibre .22 rimfire (Cartucho de fogo circular) mas já foram apreendidas "armas lanterna" com calibres que vão do .22 Long Rifle ao .410 bore (similar ao calibre .45). 

### Armas de repetição e automáticas
Armas de fogo artesanais podem ser encontradas tanto na configuração tiro único quanto na de tiro múltiplo. As mais simples de disparo múltiplo são do tipo "derringer", consistindo numa série de canos de disparo único anexados. No final de 2000, a polícia britânica apreendeu uma pistola .22 Long Rifle de quatro tiros disfarçada como telefone celular onde, diferentes teclas acionavam diferentes canos. Por causa desta descoberta, telefones celulares passam por aparelhos de raios X em aeroportos de todo o mundo. Supostamente fabricados na Croácia, continuavam a ser encontrados na Europa até 2004, de acordo com a revista Time. 
Geralmente consideradas complexas, mas na realidade de execução simples, dependendo dos recursos, são fabricadas submetralhadoras. Muitas vezes copiando projetos existentes ou por adaptações simples, ação "open-bolt" e adaptações realizadas através de torneamento mecânico. 

### Espingardas
Uma espingarda caseira ou tumbera (Argentina), bakakuk  (Malásia), ou sumpak  (Filipinas) é uma arma de fogo feita de materiais improvisados, como pregos , tubos de aço, pedaços de madeira, pedaços de corda, etc. Podem ser feita por criminosos "de baixo orçamento" e às vezes são encontradas até em prisões.

### Reaproveitamento de armas de fogo
Nos casos em que algumas armas de fogo estão disponíveis, que podem ser feitas adaptações de diferentes tipos.  Numa destas adaptações, o reaproveitamento de uma arma de fogo é descrita por Che Guevara em seu livro La guierra de guerrillas.  Chamado de "M-16", consiste em uma espingarda de cano serrado calibre 16 com um bipé para segurar o corpo em um ângulo de 45°. Este é carregado com um cartucho de festim (feito de um cartucho que teve a munição retirada, com uma haste de madeira com um coquetel molotov na ponta. Isto forma um morteiro improvisado com o qual é possível disparar, com precisão, uma bomba incendiária a uma distância de 100 metros.
Pistolas sinalizadoras também foram convertidas em armas de fogo. Isto pode ser conseguido através da substituição do cano (muitas vezes de plástico) por um tubo de metal forte o suficiente para um cartucho de espingarda, ou através da inserção de um cano de menor diâmetro no interior do original, convertendo-o para um calibre menor como o .22 Long Rifle 

### 3D
Em 2013, várias armas operáveis foram feitas com impressoras 3D, incluindo feitas de plástico em impressoras 3D de baixo custo, e os feitos de metal mais durável, usando impressoras 3D industriais.

## Uso

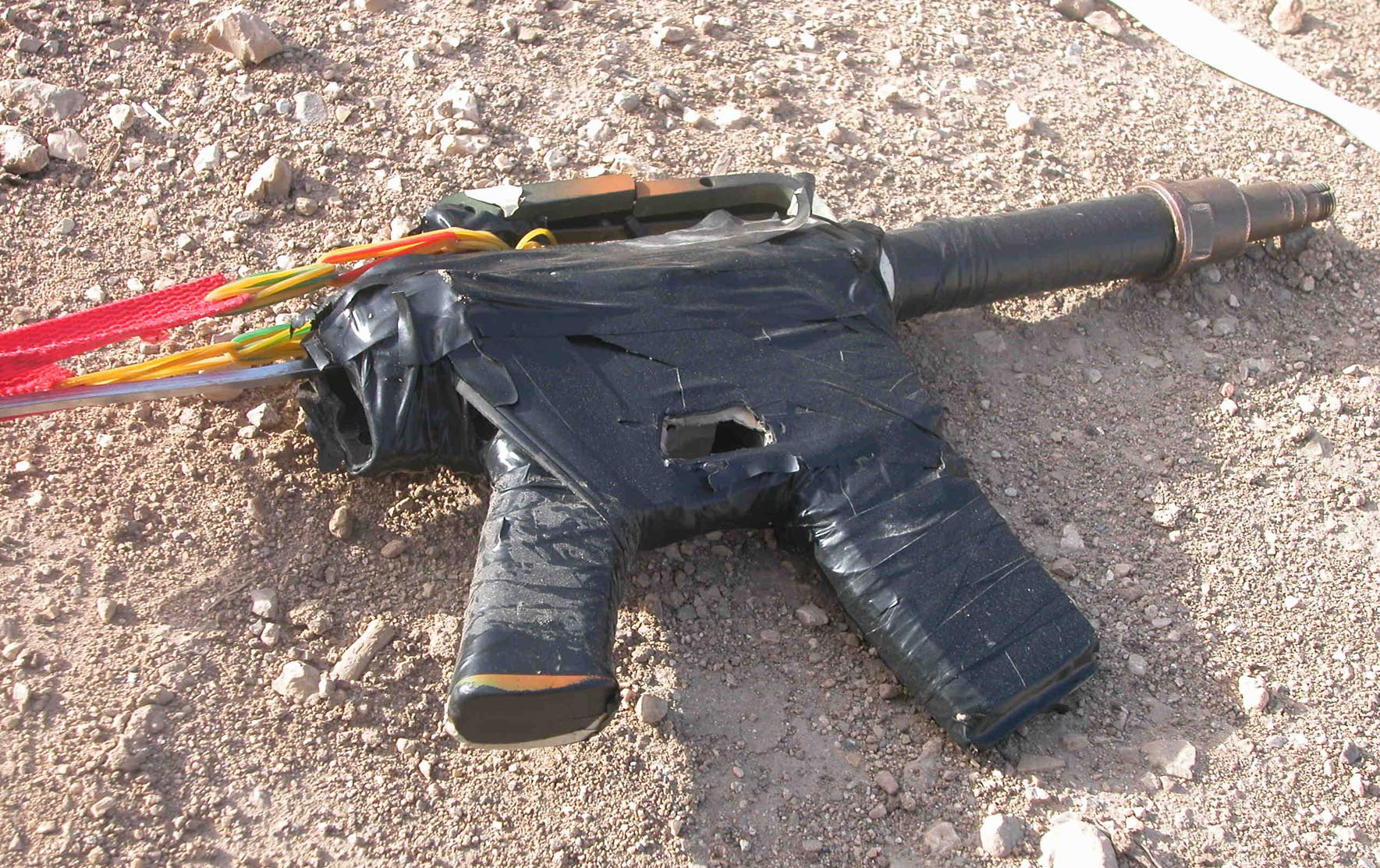
Arma improvisada e funcional, usada por duas crianças, apreendida pelas Forças de Defesa de Israel.

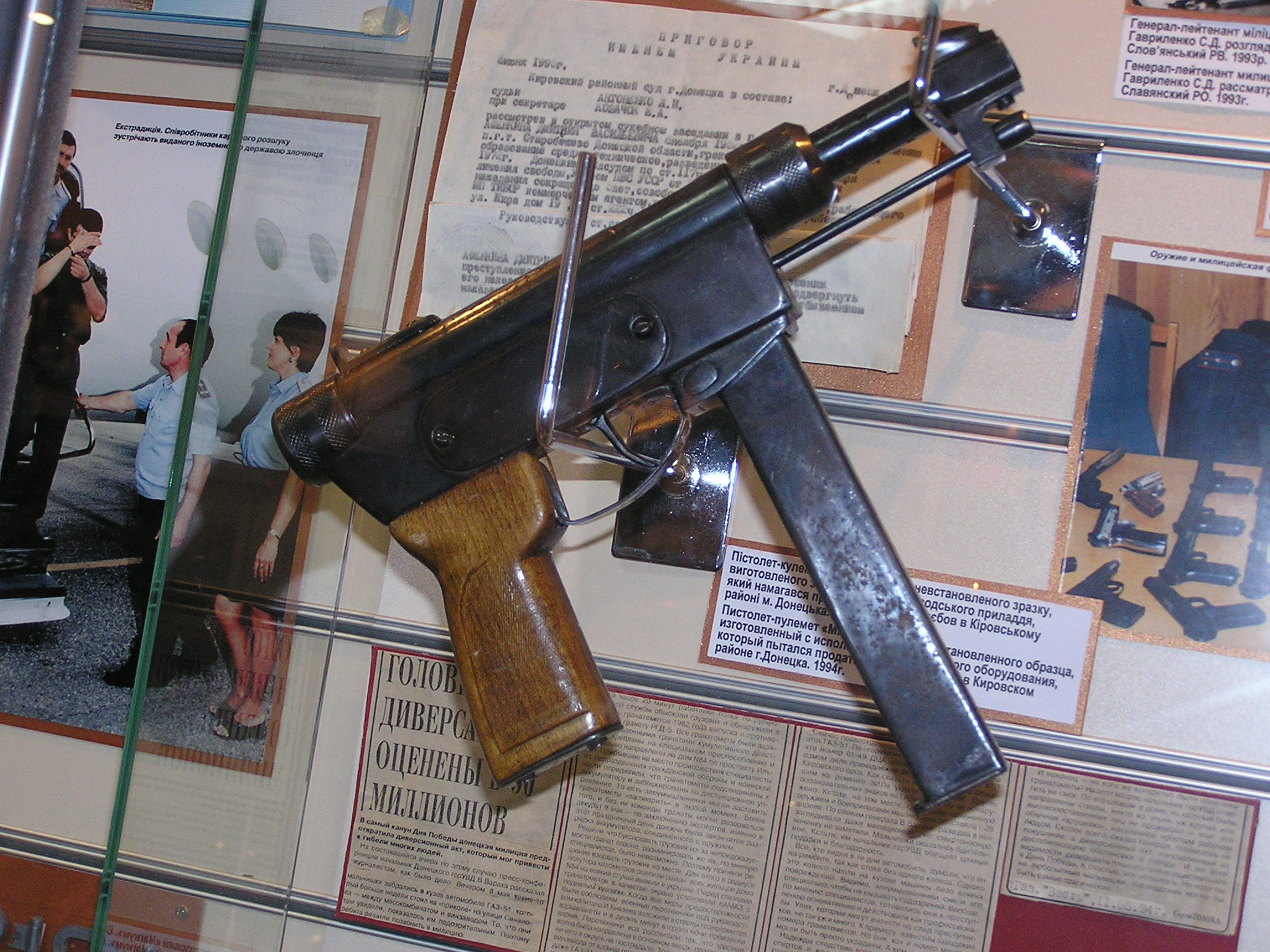
Submetralhadora artesanal exposta num museu de Donetsk (Ucrânia).

Armas artesanais são muitas vezes ilegais e são comumente associadas a gangues, onde podem ser usadas para facilitar crimes violentos, como homicídios. Em outros casos, são utilizadas para outras atividades criminosas não necessariamente relacionadas com a criminalidade violenta, como a prática da caça ilegal.
São mais comumente encontradas em países com leis severas para controle de armas. Apesar de populares nos Estados Unidos na década de 1950, as armas "zip" tornaram-se menos comuns, devido à maior facilidade de obtenção de armas de fogo no mercado negro. Na Índia, o uso de pistolas artesanais é generalizado, especialmente nas regiões de Bihar e Purvanchal. A fabricação destas armas tornou-se uma indústria caseira, e os componentes são muitas vezes fabricados a partir de material de sucata, como canos de armas formado a partir de volantes de caminhão. Em regiões da África do Sul, tais armas são mais comuns. Num estudo do distrito de Zululândia verificou-se que as armas de fogo improvisados eram grosseiras, espingardas de calibre 12, que com um simples puxão, libera-se mecanismo de disparo; com cartuchos de percussão anular 0,22. Cartuchos de espingarda também operam a pressões baixas, tornando-os mais adequados para utilização de pequena potência, canos improvisados. Mesmo na ausência de munição, pólvora caseira é utilizada. Tais armas de fogo foram objeto de uma repressão nos República Popular da China em 2008.
Armas improvisadas não são usadas apenas por elementos criminosos, são também usadas por insurgentes. Durante o ocupação das Filipinas pelo Império do Japão durante a Segunda Guerra Mundial, o paliuntod, um tipo de improvisado espingarda, era comumente usada por guerrilheiros e soldados americanos e filipinos conjuntos que ficaram para trás depois da retirada de Douglas MacArthur. Feito de dois pedaços de cano que encaixados, o paliuntod foi uma arma de tiro único simples, ação "open-bolt". O cartucho era colocado na culatra do cano, o qual foi então ajustado para o receptor de maior diâmetro. O receptor era tampado no final da culatra, e tinha um pino de disparo fixo, colocado alinhado à espoleta do cartucho. Quando o cano era puxado bruscamente para a traz, o pino de disparo atingia espoleta e disparava a arma.  Estas armas improvisadas ainda estão em uso por criminosos e rebeldes nas Filipinas.  Na cidade de Danao em Cebu, armas de fogo artesanais são produzidas a tanto tempo que os fabricantes tornaram-se legítimos, fabricando e comercializando suas armas. Os fabricantes de Danao fabricam revólveres calibre 38 e 45, réplicas da Ingram MAC semiautomática e da metralhadora Intratec TEC-DC9.
Em 2004, uma fábrica ilegal de armas foi descoberta em Melbourne (Austrália), encontrando-se, entre outras coisas uma série de silenciadores e réplicas da metralhadora "Owen Gun", suspeita de ter sido fabricada para venda a gangues locais envolvidas no tráfico de drogas.
Muitas armas artesanais também têm sido utilizados em outros países, como a Índia  e Rússia,  têm sido usadas em homicídios e terrorismo.
No Brasil, fábricas clandestinas de armas vêm sendo descobertas. Algumas destas localizadas em cidades como Marabá, Mossoró, São Paulo, Rio de Janeiro  e outras.  